# Die Nordwinds
Die Nordwinds waren eine deutsch-amerikanische Vokalgruppe in Bremerhaven am Anfang der 1960er Jahre.

## Bandgeschichte
Sie wurde ursprünglich gegründet als The Northwinds von Ron (Ronnie) Jenkins, John Ready, Barbara Goeke und Manfred (Manni) Müller. Als John Ready zurück in die USA muss, rückt Ulrich (Uli) John für ihn nach. Barbara Goeke heiratet und kehrt ebenfalls in die USA zurück. Für sie kommt Dave Krehbiel. Am 16. Dezember 1961 ist die Gruppe erstmals im deutschen Fernsehen (Sendung toi-toi-toi mit Peter Frankenfeld). Kurz danach erreicht Ron Jenkins das Ende seiner Dienstzeit und muss in die USA zurückkehren.
Das verbleibende Trio benennt sich um in Nordwinds. Die Musiker geben sich klingende Künstlernamen. Aus Dave Krehbiel wird Dave Lee, aus Ulrich John wird John Ulrik und Manfred Müller nennt sich Fred Sorell. Im Februar 1962 nehmen die Nordwinds ihre erste Single auf. Dafür wird der Hank-Cochran-Song A Little Bitty Tear zu Nur eine kleine Träne von Dir eingedeutscht. Anfang 1964 beendet Dave Krehbiel seinen vierjährigen Dienst bei der US Air Force und kehrt in die USA zurück. Die Band löst sich auf und wird auch nie wieder reaktiviert. John Ulrik startet eine Solokarriere und bringt 4 Singles heraus. Auf einer, der Adaption von Peter Kraus’ Schwarze Rose Rosemarie treten Ulrich und Müller als John + Fred auf der B-Seite auf, das bleibt aber eine einmalige Angelegenheit.
1991 tauchen die Ex-Nordwinds Manfred Müller und Ulrich John als Chorsänger bei Stephan Remmler wieder auf und wirken bei einer Freddy-Quinn-Revival-Platte mit.

## Erfolg als Rummelplatz-Band
Da sie eingängige deutsche Texte zu eingängigen bekannten Melodien in gefälligem Stil gekonnt vorzutragen wussten, waren ihre Lieder als „Rummelplatzmusik“ omnipräsent. Häufig gespielte Titel waren z. B. Südwind, Drei Senores aus Peru, Millionär sein, Die Sonne von Mexico, Drei Cangaceiros reiten vorüber, Napoli usw.

## Stil
Die Nordwinds deutschten englischsprachige Hits ein, ohne den Sinn des Ursprungstextes sonderlich zu berücksichtigen. So machten sie z. B. aus dem fröhlichen blonden blauäugigen Teenager Sheila aus dem gleichnamigen Welthit von Tommy Roe ein verlassenes Beduinenmädchen in der Wüste (Arme kleine Sheila, Du bist so alleine…). 
Gerne bedienten sie sich bei Elvis Presley und anderen: Du gehörst aufs Titelbild, Sei doch mein Talisman waren Adaptionen von Good luck Charme, Nimm den Nachtzug my Darling, Mir passt kein goldener Ring Nur eine kleine Träne von Dir usw. sind weitere Lieder aus diesem Bereich. 
Daneben sangen sie die Lieder der in Deutschland lebenden amerikanischen Schlagersänger (z. B. Chris Howland, Gus Backus) nach, wie Hämmerchen-Polka, Sauerkraut-Polka, Tom Dooley, Der Schatz im Silbersee, Bonanza, Sag, warum willst Du von mir gehen u. a. m. Auch versuchten sie sich an deutschem Liedgut wie z. B. Hänschen klein oder If my Baby comes tonight, letzteres ein englischer Text mit der Melodie von Horch, was kommt von draußen rein.
Die eher kitschige Sorte Schlager war mit Rote Rosen für Cindy (Original gesungen von Bobby Darin), Linda, Sweetheart Guitar, Die Gitarre und ein Pferd und die Prärie, Schwarze Rose Rosemarie (Original gesungen von Peter Kraus), Heißer Sand (Original gesungen von Mina) usw. auch gut vertreten.